# Señoras del Bacchus

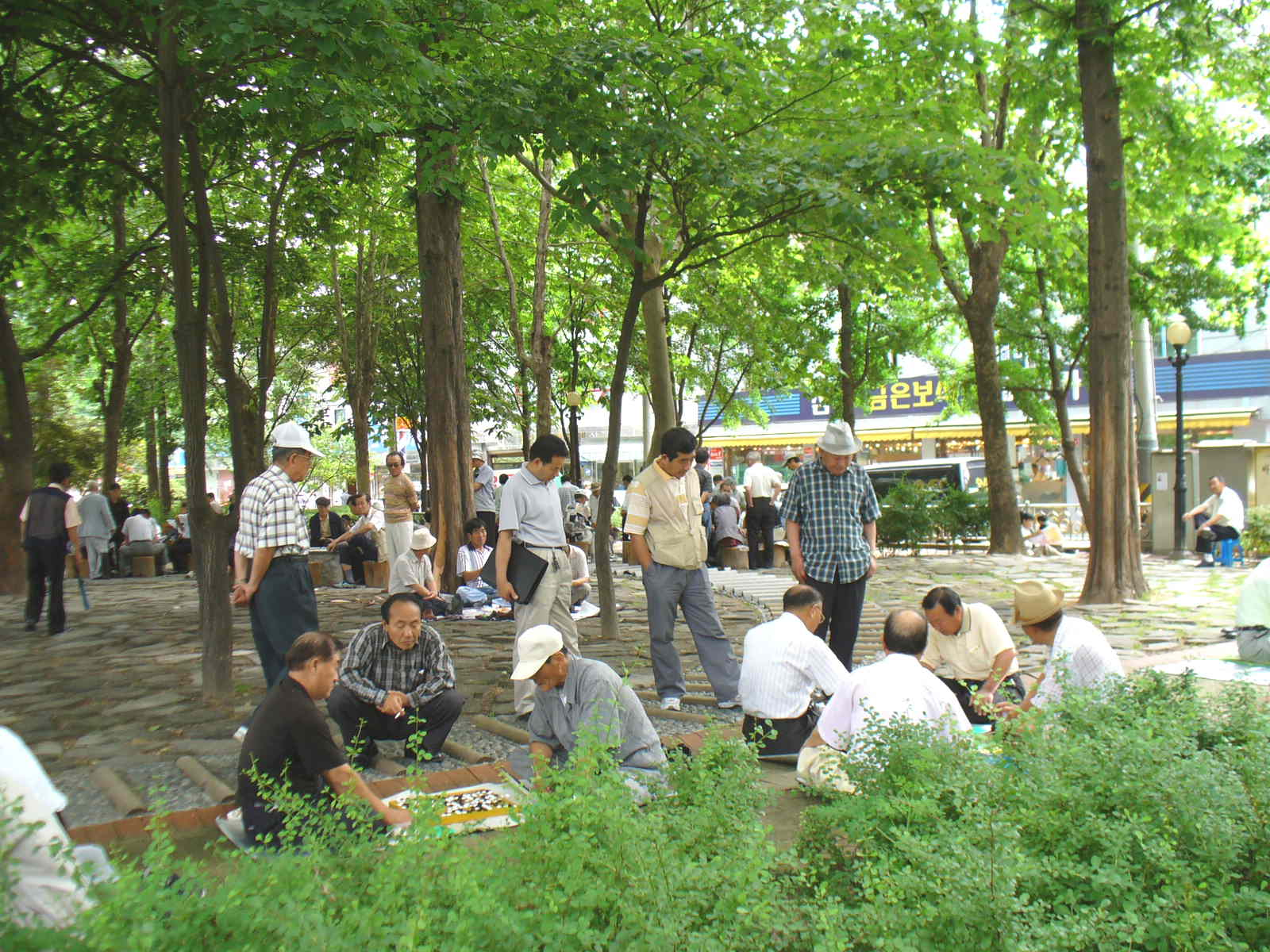
El parque de Jongmyo en el distrito Jongno-nu de Seúl es un lugar frecuentado por Señoras del Bacchus.

El eufemismo Señoras del Bacchus (en coreano 박카스 할머니; RR: bagkaseu halmeoni) se utiliza para describir a un grupo de prostitutas callejeras ancianas en Seúl, Corea del Sur. Las Señoras del Bacchus son mujeres de entre 50 y 60 años, llegando algunas incluso a los 80 años, que ofrecen sexo a hombres en moteles cercanos a parques y plazas de Seúl por alrededor de 20.000 a 30.000 wones, o incluso menos si el hombre es un cliente habitual. 
Las Señoras del Bacchus fueron bautizadas de esa forma porque solían ganarse la vida vendiendo botellas de Bacchus-F, una bebida energética popular en Corea del Sur, a hombres mayores con los que socializaban en los parques y plazas de Seúl. Con el tiempo, muchos de estos hombres se convirtieron en su principal clientela tras pasar a la prostitución. Más adelante, hombres jóvenes de entre 20 y 30 años empezaron a formar un porcentaje cada vez mayor de clientes.Según la investigadora Dr. Lee Ho-Sun, alrededor de 400 mujeres trabajan, o solían trabajar, en el parque de Jongmyo en Seúl.

## Antecedentes

La tasa de pobreza de las personas mayores en Corea del Sur es más grande que la de cualquier otro país desarrollado.

Se cree que el fenómeno de las Señoras del Bacchus se originó después de la crisis financiera asiática de 1997, siendo Corea del Sur uno de los países más afectados por el contagio financiero. En la sociedad tradicionalmente confuciana de Corea del Sur, los padres ancianos eran muy respetados y en su vejez podrían haber dependido del cuidado de sus hijos independientemente de su situación económica. El rápido desarrollo de Corea del Sur desde la década de 1960, conocido como el Milagro del río Han, provocó un desarraigo de esta cultura entre las generaciones más jóvenes de surcoreanos.

La tasa de pobreza en personas mayores solteras supera el 75% en Corea del Sur.

Los rápidos cambios posteriores en la sociedad y las actitudes de los jóvenes, más desarraigadas hacia sus padres, han dado como resultado una tasa de pobreza del 48,3% para las mujeres surcoreanas mayores de 65 años, la más alta entre los países de la OCDE. Esta cifra se eleva al 76,6% para los mayores solteros en general. Las pensiones estatales proporcionadas por el sistema de bienestar social de Corea del Sur son a menudo inadecuadas para cubrir las crecientes facturas médicas de la vejez. La cultura histórica de la sociedad coreana, dominada por hombres, significó que muchas mujeres mayores no tienen ahorros ni pensiones privadas porque en su juventud no se les brindaba la misma educación y oportunidades laborales que a sus homólogos masculinos.
La profesora Lee Ho-sun de la Universidad Cibernética Soongsil de Corea en Seúl llevó a cabo una investigación y descubrió que muchas de las mujeres que se convirtieron en Señoras del Bacchus estuvieron involucradas en la prostitución durante sus primeros años en bares de karaoke y casas de té, regresando a la prostitución en años posteriores debido a problemas financieros.

## Vigilancia
La prostitución en Corea del Sur es ilegal y la policía patrulla las áreas frecuentadas por Señoras del Bacchus, principalmente en Jongno-gu, en el centro-norte de Seúl. La policía de Seúl lleva a cabo medidas enérgicas periódicas contra las Señoras del Bacchus, pero las mujeres arrestadas generalmente reciben una advertencia o una pequeña multa.
Treinta y tres mujeres, incluida una mujer de 84 años, fueron arrestadas como parte de una ofensiva policial a principios de 2015. Después de la redada, el número de Señoras del Bacchus activas se redujo a unas 200. La policía local cree que el problema no se puede resolver con medidas represivas y que es necesario un cambio político.

## ITS
Hay una epidemia de infecciones de transmisión sexual (ITS) entre los ancianos de Corea del Sur, causada principalmente por el uso por parte de Señoras del Bacchus de sustancias para mejorar la erección de sus clientes, a menudo inyectadas en vena, reutilizando las Señoras sus agujas hipodérmicas hasta 10 o 20 veces. Una encuesta local realizada en 2014 encontró que el 40% de los hombres tenían una infección, aunque no se les hicieron pruebas para detectar algunas de las enfermedades más comunes. Recientemente, el gobierno local de Seúl ha ofrecido clases de educación sexual para personas mayores con el fin de prevenir estas infecciones.

## En la cultura popular
- The Bacchus Lady es una película dramática surcoreana de 2016 dirigida por E J-yong. Fue presentada en la sección Panorama del Festival Internacional de Cine de Berlín de 2016.